# Vik Sahay

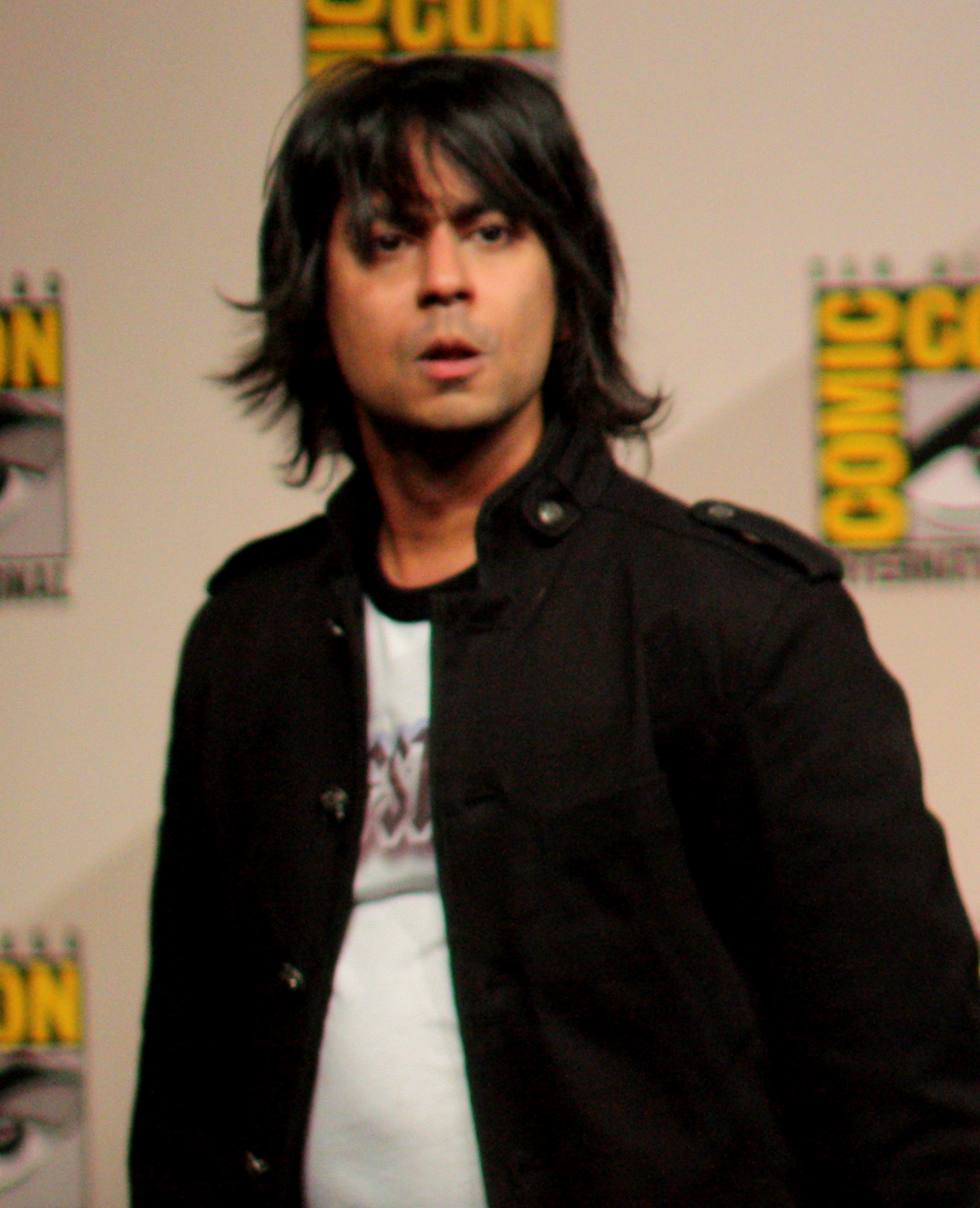
Vik Sahay bei der ComicCon 2009 in San Diego

Vikram „Vik“ Sahay (* in Ottawa) ist ein kanadischer Schauspieler, der besonders durch seine Rolle des Lester Patel in der US-amerikanischen Fernsehserie Chuck bekannt wurde.

## Biografie
Als Sohn indischer Eltern in Ottawa geboren besuchte er die Canterbury High School of the Arts, woran er ein schauspielerisches Studium an der Concordia University in Montreal anschloss.
Sahay spielte in diversen Filmen kleinere und größere Nebenrollen. Von 2007 bis 2012 war er in der Fernsehserie Chuck zu sehen. Sahay spielt 2013 Eric Sarin im amerikanischen Horrorfilm Wer – Das Biest in dir .

## Filmografie (Auswahl)
- 1995: Rainbow – Die phantastische Reise auf dem Regenbogen (Rainbow)
- 1997: Good Will Hunting
- 1998–1999: Radio Active (Fernsehserie, 26 Episoden)
- 1999: eXistenZ
- 2000: The Ride (Fernsehfilm)
- 2000–2002: Our Hero (Fernsehserie, 11 Episoden)
- 2005: Mayday – Katastrophenflug 52 (Mayday, Fernsehfilm)
- 2007: Amal
- 2007: Roxy Hunter und der abgedrehte Geist (Roxy Hunter and the Mystery of the Moody Ghost, Fernsehfilm)
- 2008: The Rocker – Voll der (S)Hit (The Rocker)
- 2007–2012: Chuck (Fernsehserie, 91 Episoden)
- 2012: American Pie: Das Klassentreffen (American Reunion)
- 2012: Sex-Up Your Life (My Awkward Sexual Adventure)
- 2013: Bones – Die Knochenjägerin (Bones, Fernsehserie, Episode 8x13)
- 2013: The Mentalist (Fernsehserie, Episode 6x02)
- 2013: Wer – Das Biest in dir (Wer)
- 2013, 2014: Navy CIS (NCIS, Fernsehserie, 2 Episoden)
- 2019: Captain Marvel